# Metaxymorpha hudsoni
Metaxymorpha hudsoni es una especie de escarabajo del género Metaxymorpha, familia Buprestidae. Fue descrita científicamente por Nylander en 2001.